# Jelinčič
Jelinčič je priimek v Sloveniji, ki ga je po podatkih Statističnega urada Republike Slovenije na dan 1. januarja 2010 uporabljalo 97 oseb.

## Znani nosilci priimka
- Dušan Jelinčič (*1953), slovensko-italijanski pisatelj, novinar, športnik, šahist, alpinist
- Franc Jelinčič (*1937), skladatelj in glasbeni pedagog
- Ivan Jelinčič, citrar, amaterski slikar (gozdar)
- Klemen Jelinčič Boeta (*1973), antropolog, sociolog, prevajalec, pisatelj
- Rada Jelinčič Zorko (1929—?), prevajalka
- Slavko Jelinčič (1906—1981), uradnik in član organizacije TIGR
- Zdravko Jelinčič (1921—1997), pesnik, publicist (izseljenec v Kanadi)
- Zmago Jelinčič Plemeniti (*1948), politik, farmacevt itd. itd.
- Zorko Jelinčič (1900—1965), narodni delavec in organizator, član organizacije TIGR